# Сантана-ду-Итараре
Сантана-ду-Итараре (порт. Santana do Itararé) — муниципалитет в Бразилии, входит в штат Парана. Составная часть мезорегиона Север Пиунейру-Паранаэнси. Входит в экономико-статистический микрорегион Венсеслау-Брас. Население составляет 5348 человек на 2006 год. Занимает площадь 251,265 км². Плотность населения — 21,3 чел./км².

## История
Город основан в 1961 году.

## Статистика
- Валовой внутренний продукт на 2003 год составляет 36 869 621,00 реалов (данные: Бразильский институт географии и статистики).
- Валовой внутренний продукт на душу населения на 2003 год составляет 6726,81 реалов (данные: Бразильский институт географии и статистики).
- Индекс развития человеческого потенциала на 2000 год составляет 0,696 (данные: Программа развития ООН).

## География
Климат местности: субтропический. В соответствии с классификацией Кёппена, климат относится к категории Cfa.